# Monasterace

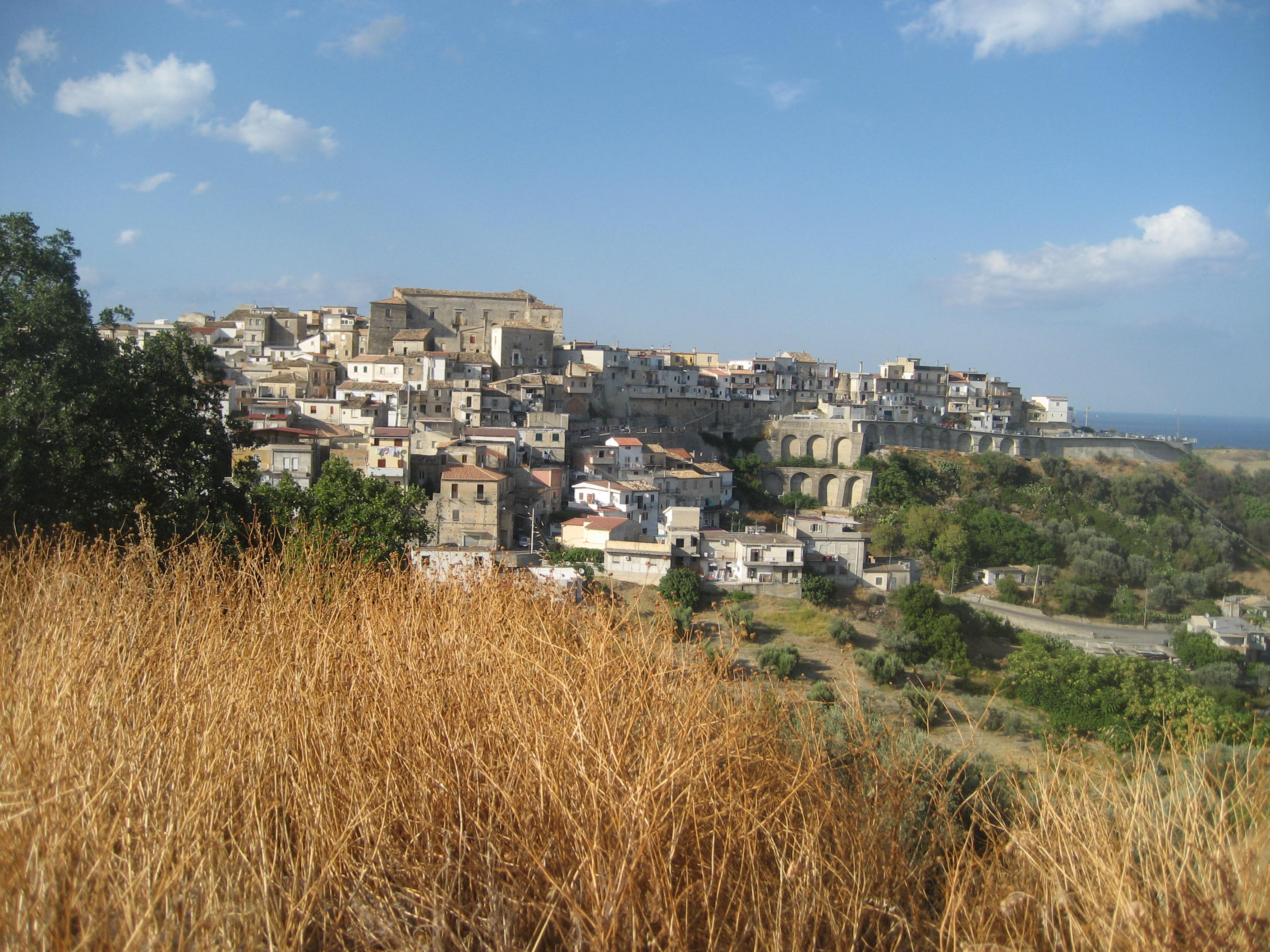
Toàn cảnh Monasterace

Monasterace (tiếng Hy Lạp: Monasterakion, little monastery) là một đô thị ở tỉnh Reggio Calabria trong vùng Calabria, Ý, có cự ly khoảng 50 km về phía nam của Catanzaro và khoảng 90 km về phía đông bắc của Reggio Calabria. Tại thời điểm ngày 31 tháng 12 năm 2004, đô thị này có dân số 3.511 người và diện tích là 15,7 km².
Monasterace giáp các đô thị: Guardavalle, Stilo.

## Hình ảnh

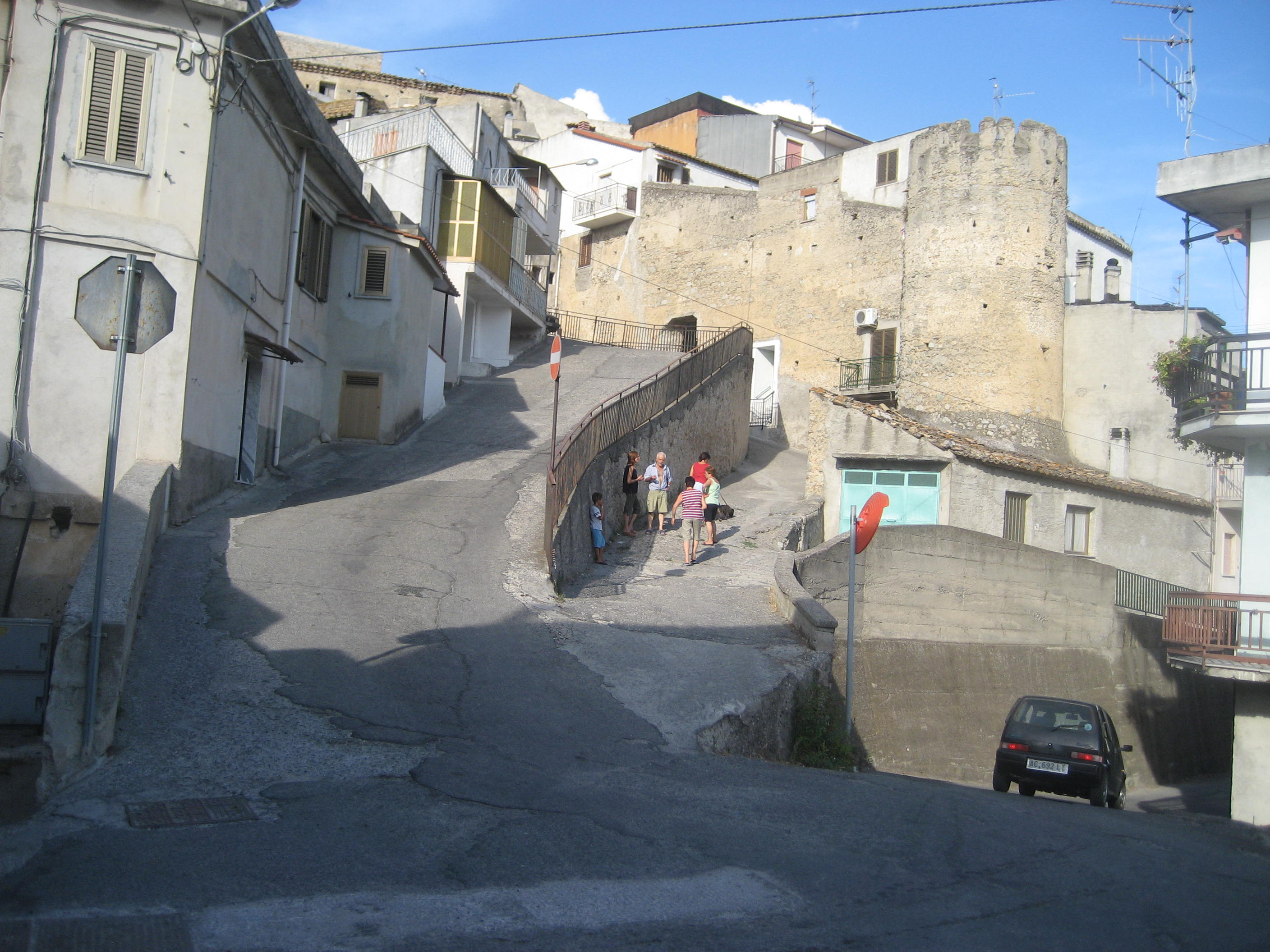
Mura esterne del castello
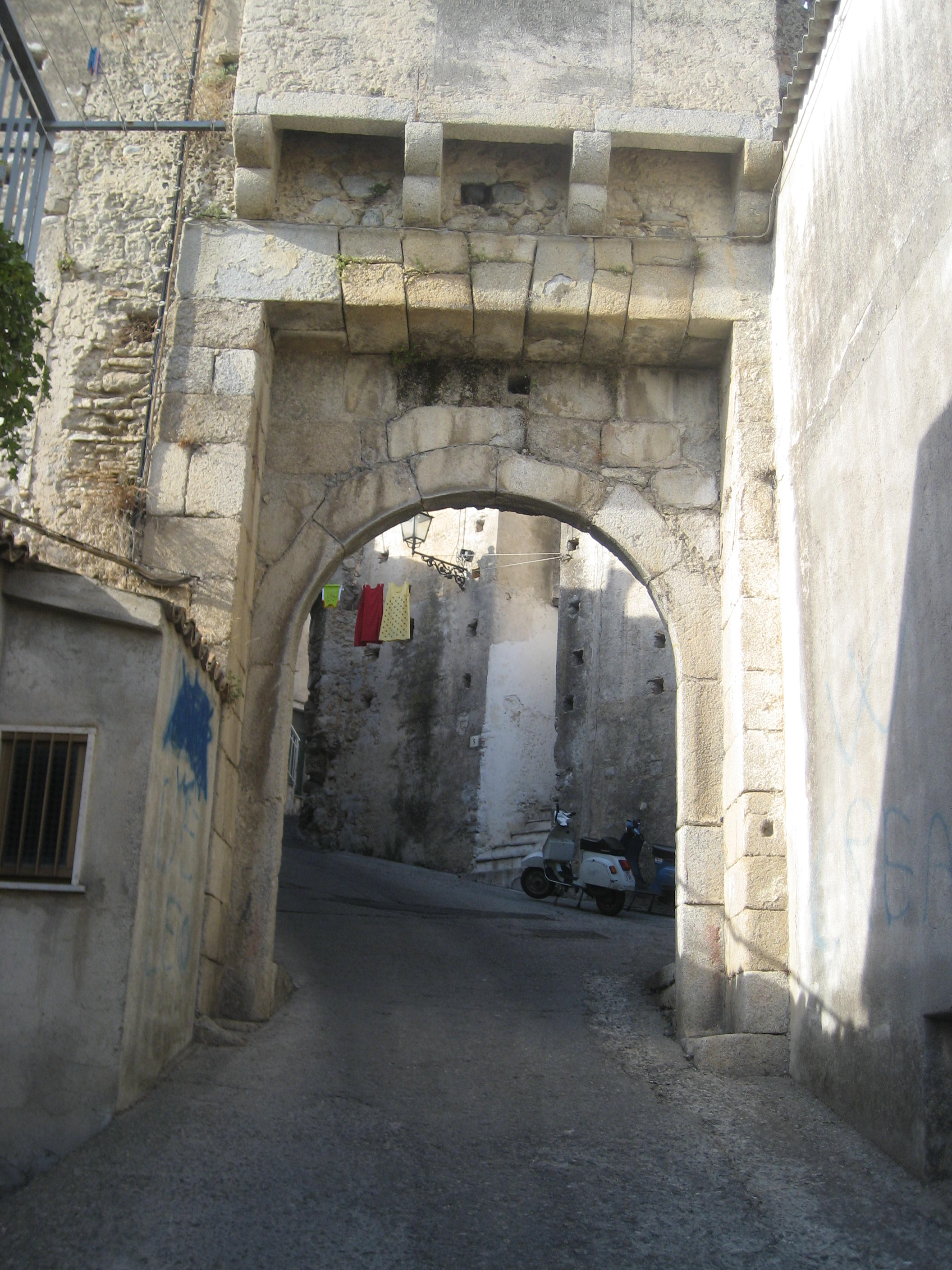
Porta Sud
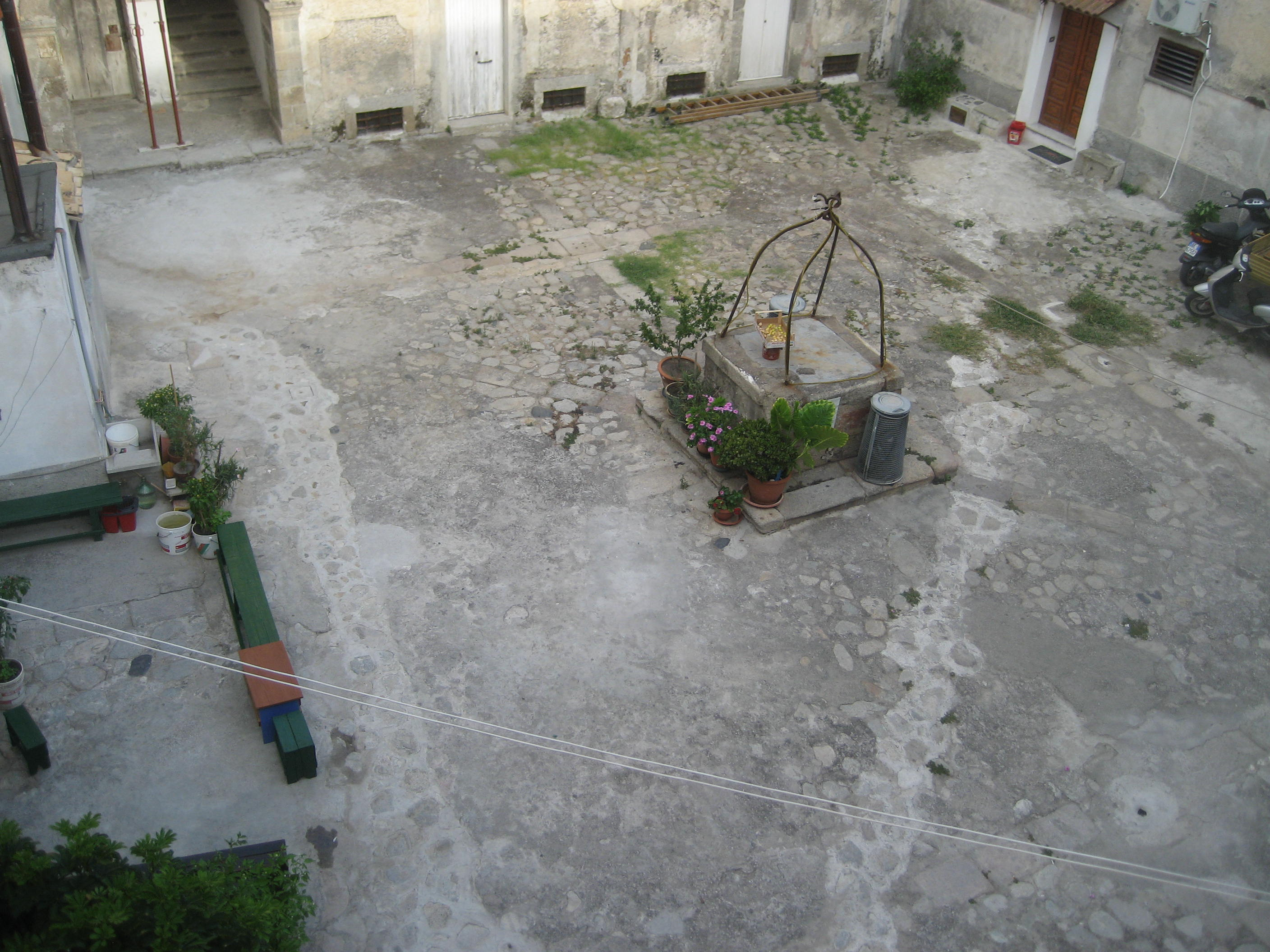
Piazza all'interno del castello con Pozzo
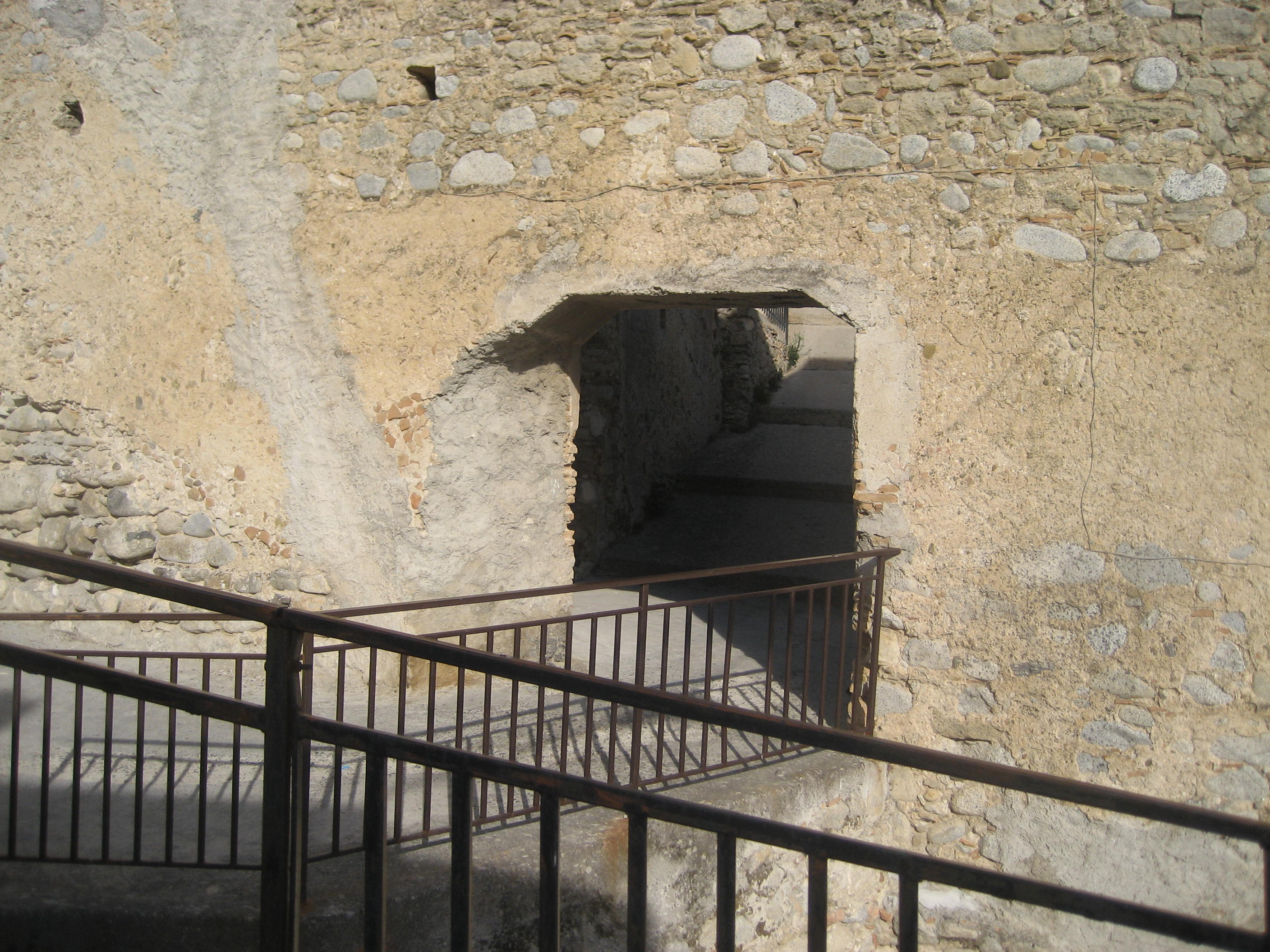
U tripu
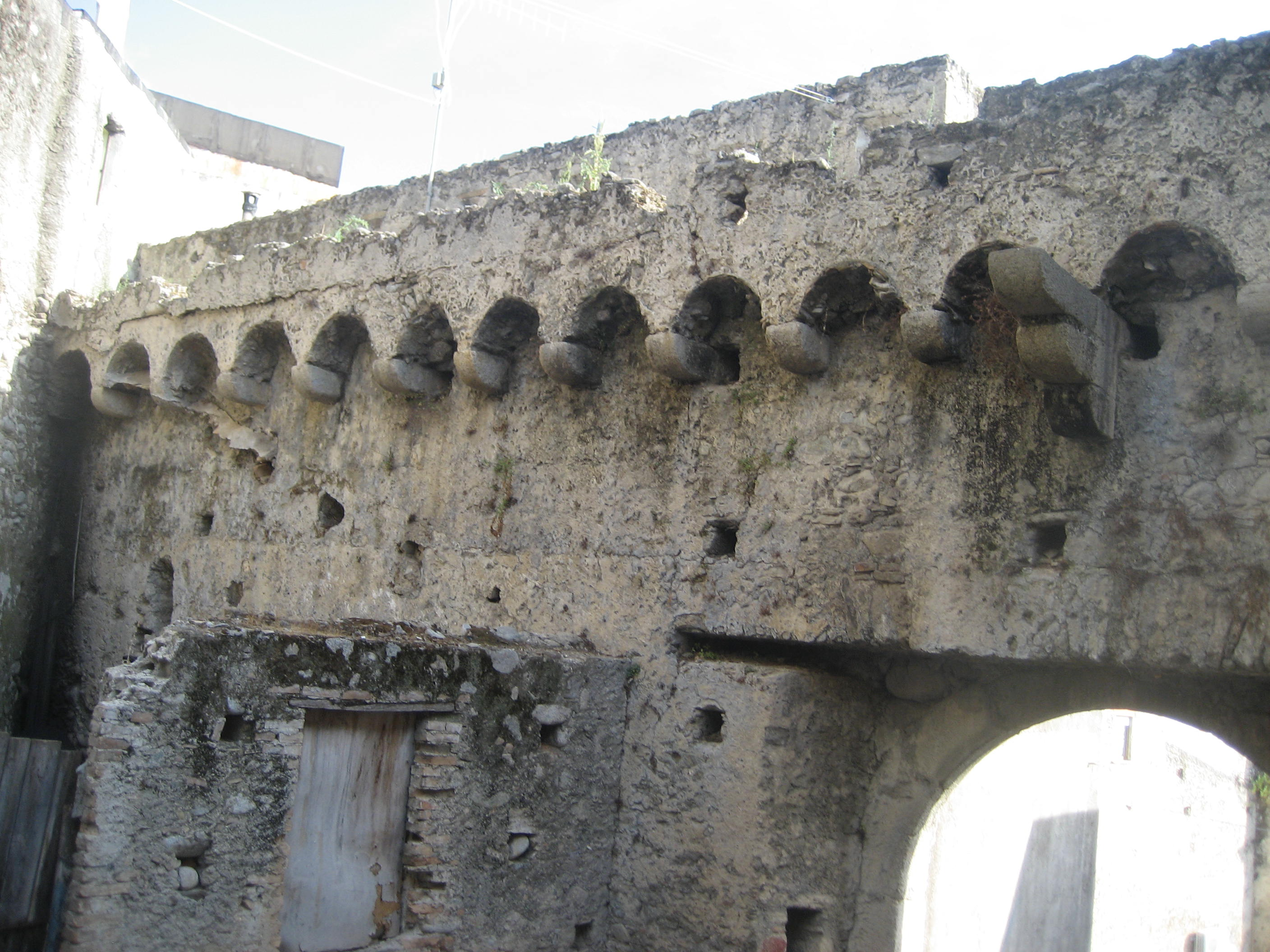
Merlature
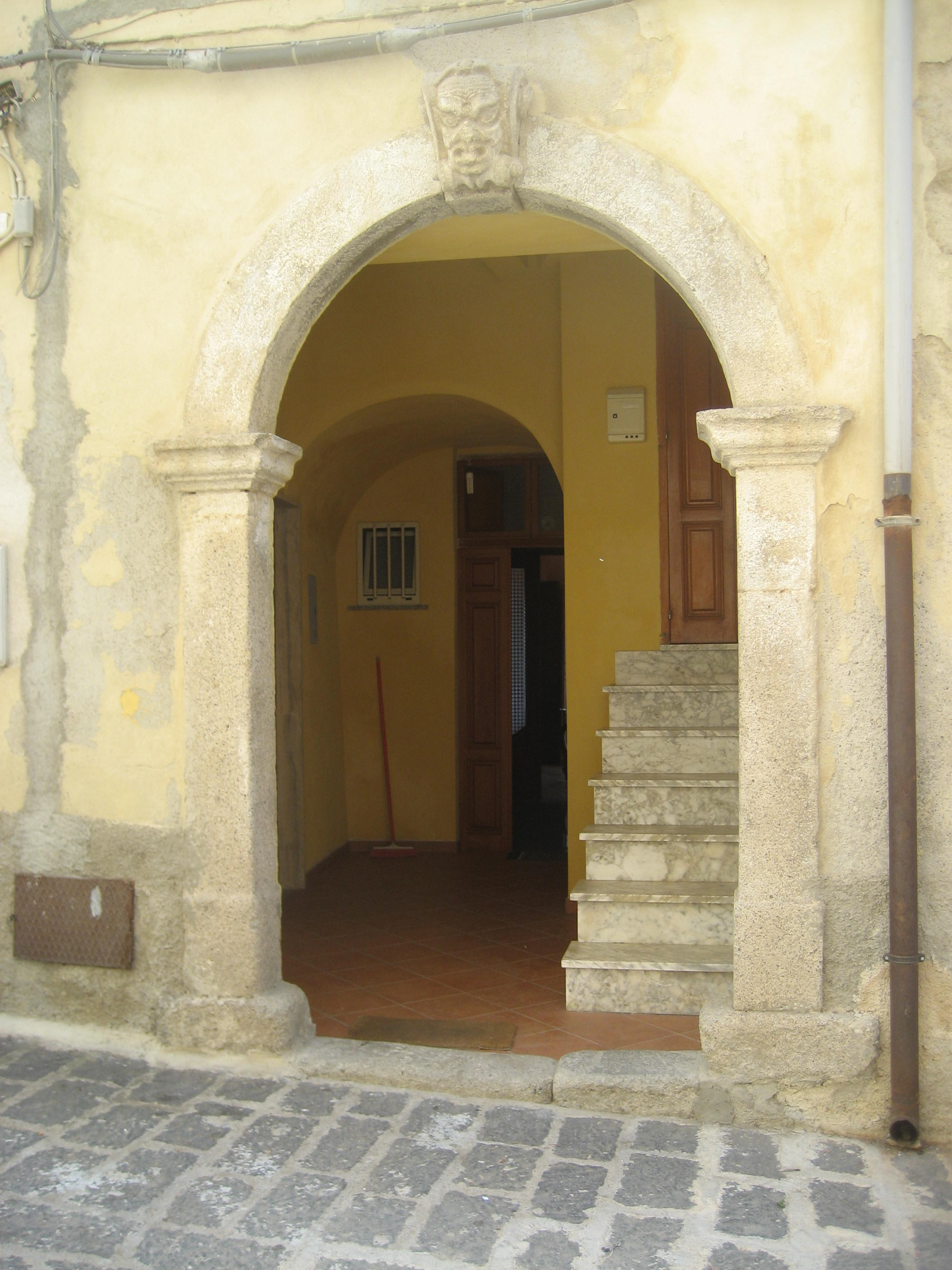
Antico portale
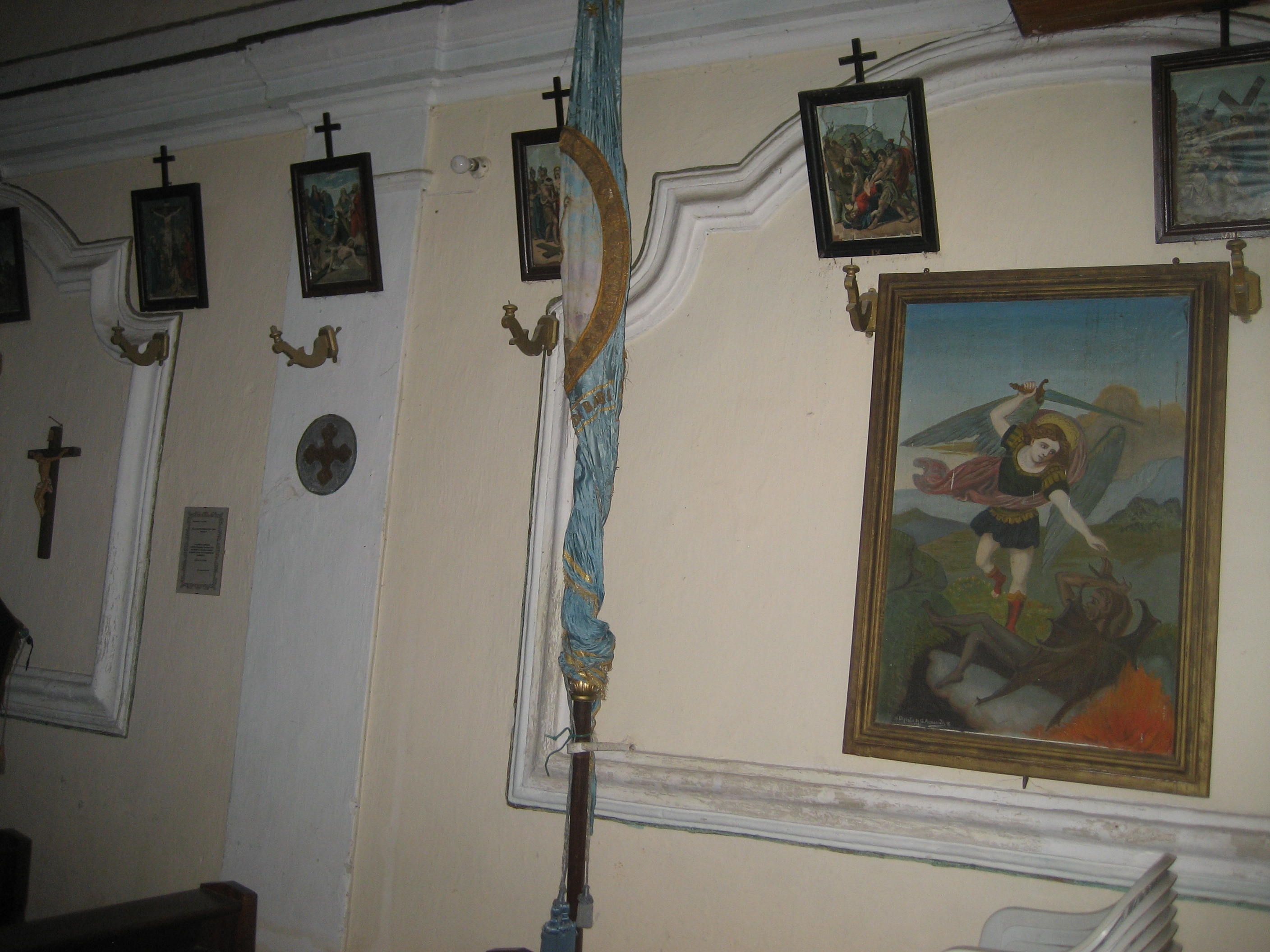
Interno Chiesa di Monasterace
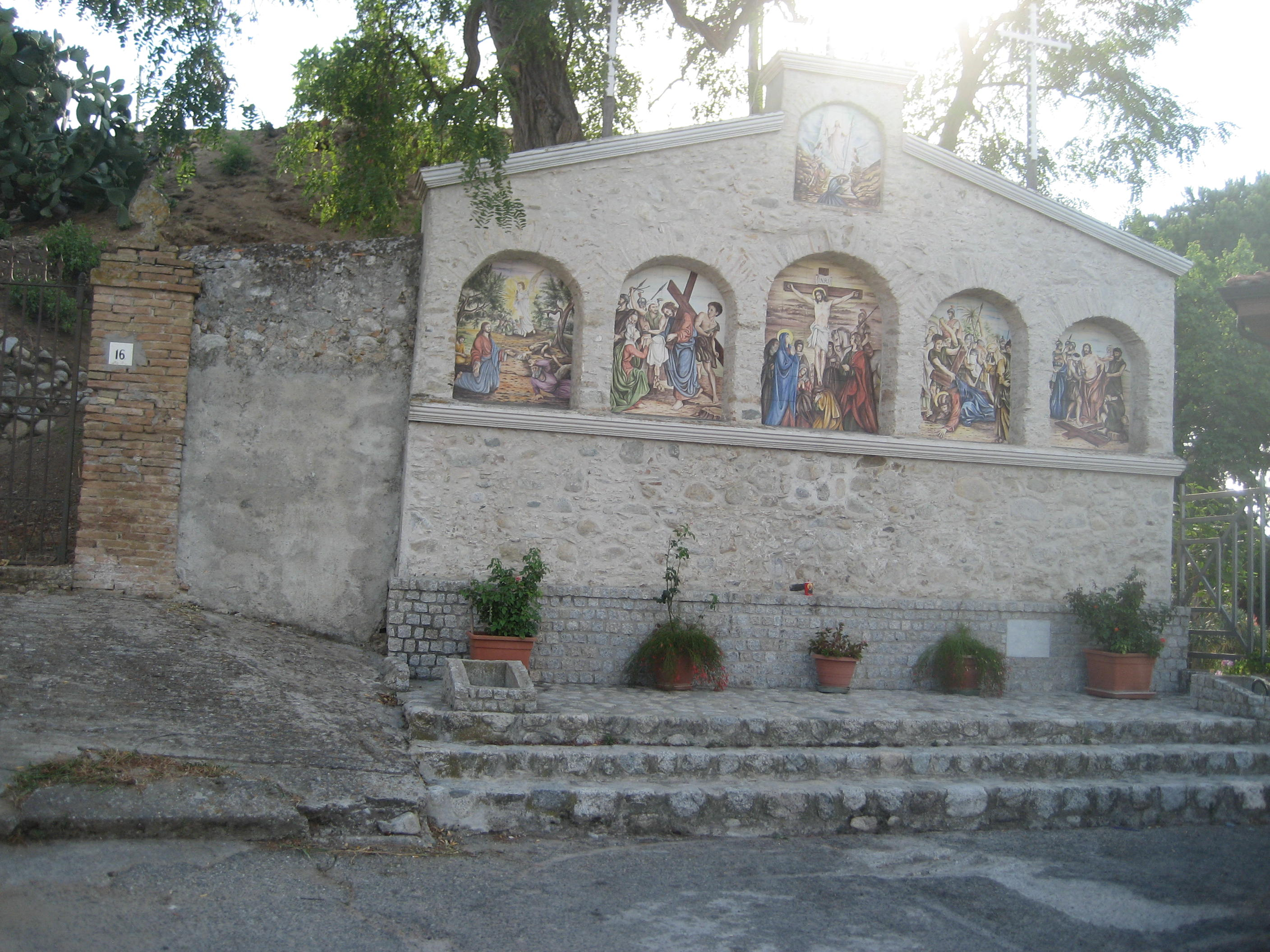
Calvario di Monasterace
LungomareLungomare
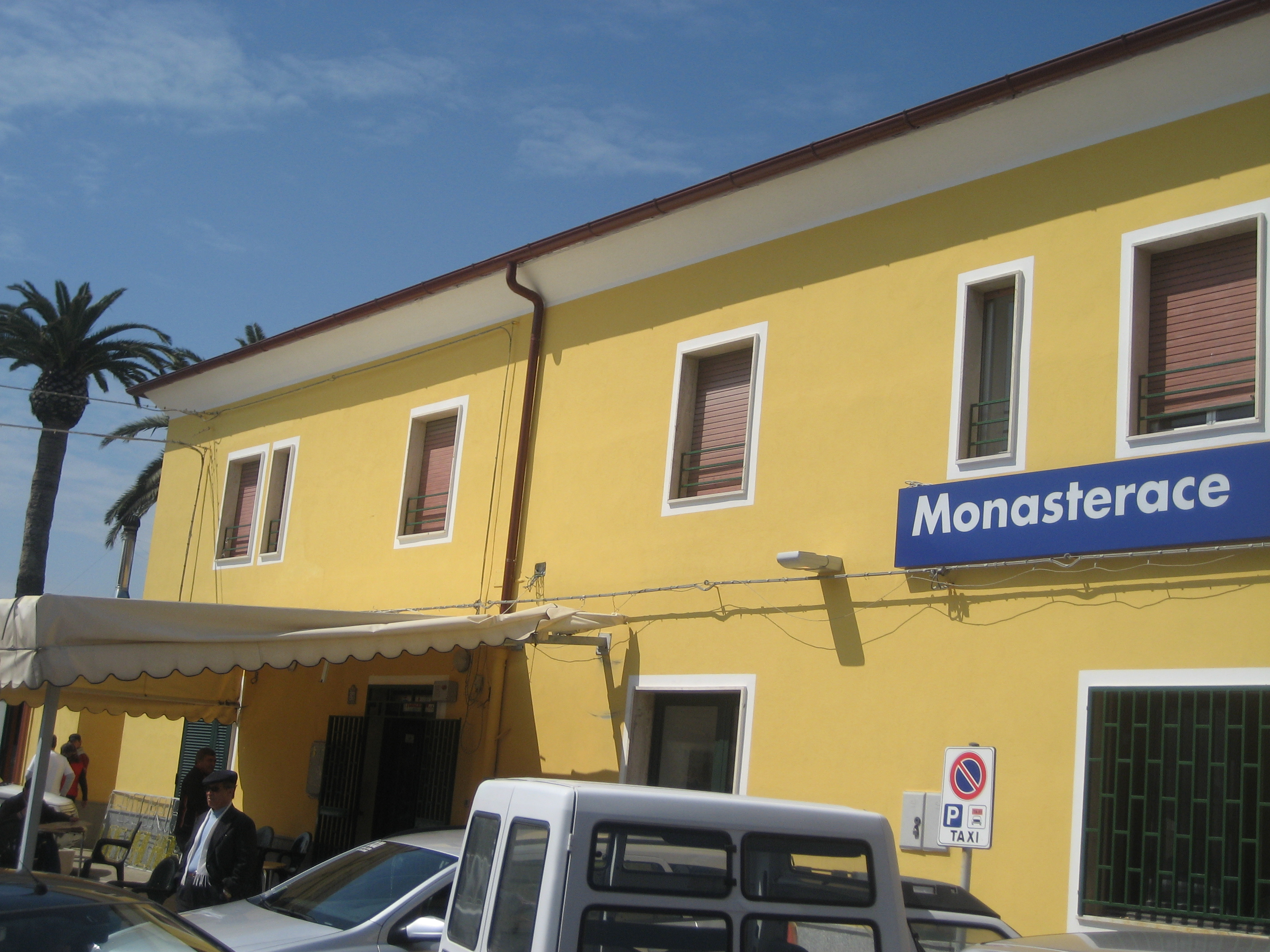
Stazione ferroviaria di Monasterace
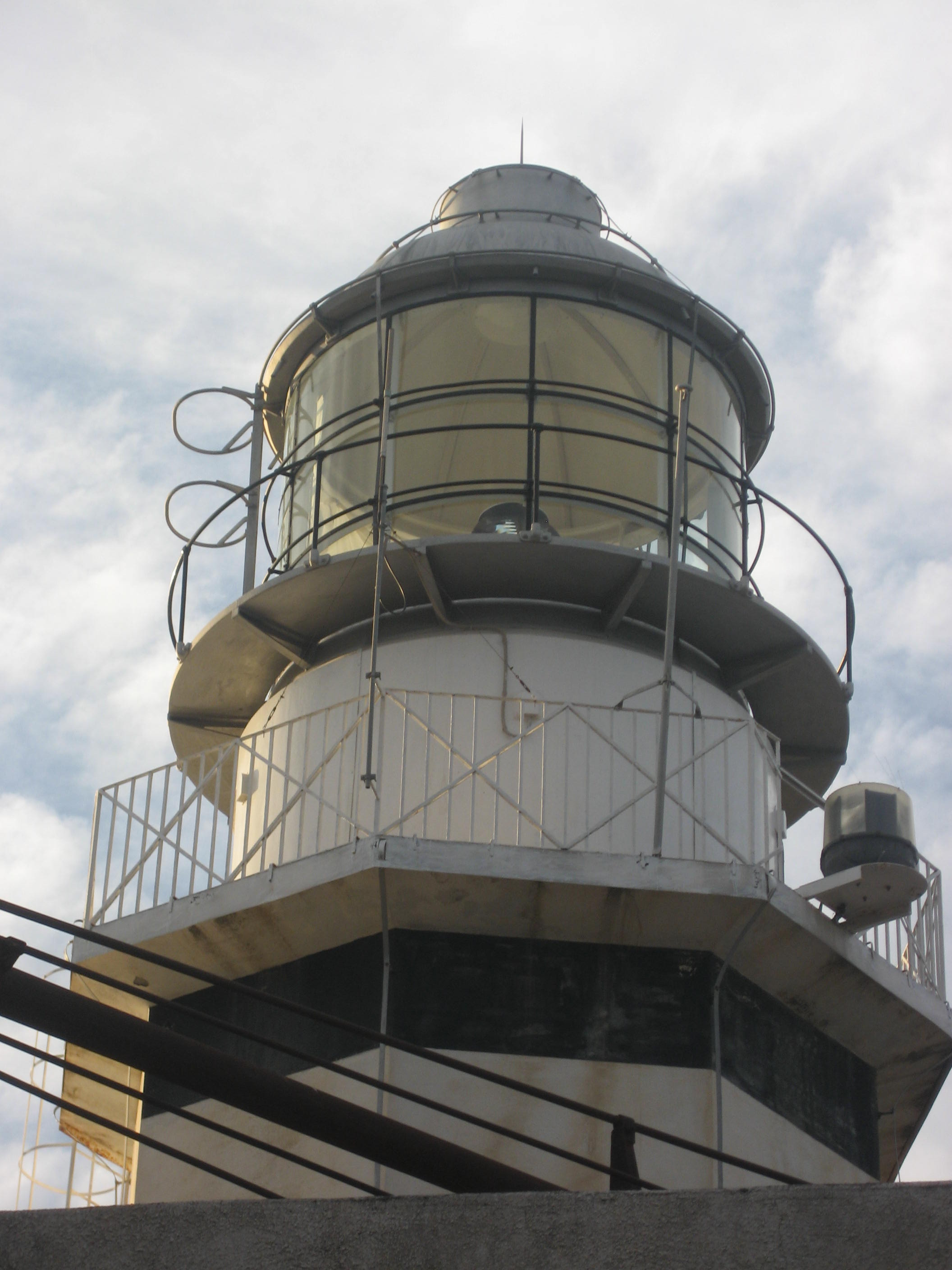
Faro di Monasterace